# Spatenstich

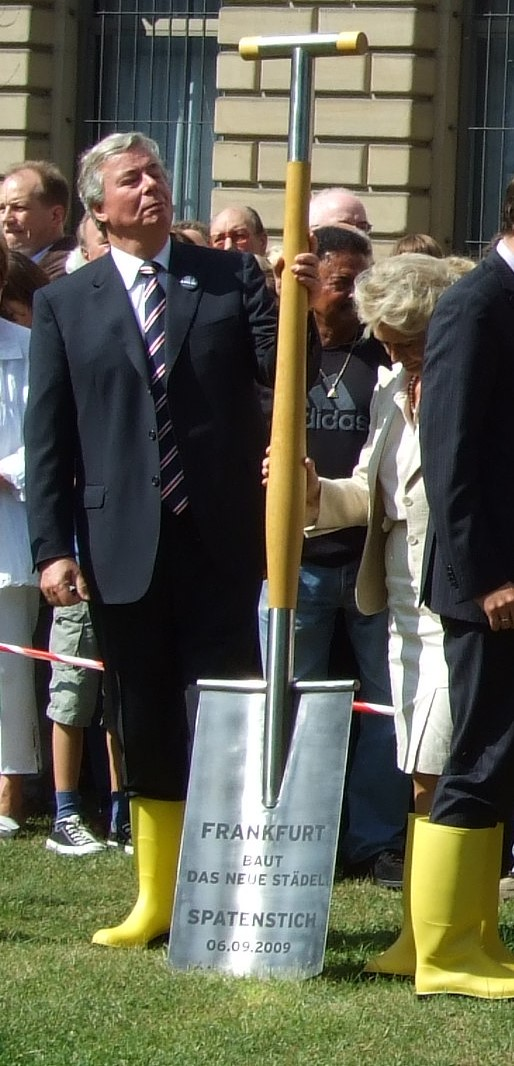
Spatenstich für das neue Städelmuseum in Frankfurt am Main am 6. September 2009.

Spatenstich (oder Erster Spatenstich) ist ein feststehender Ausdruck für den Beginn der Arbeiten auf einer Baustelle. Der Spatenstich wird oft in einem Festakt als symbolische Handlung ausgeführt.

## Ablauf
Der oberste Vertreter des Bauherrn oder ein Prominenter, Bürgermeister, Minister etc. macht den Spatenstich; häufig sind mehrere Verantwortliche gleichzeitig (jeder mit einem Spaten) beteiligt. Das Fest ist eine Veranstaltung mit geladenen Gästen, ähnlich der Grundsteinlegung, dem Richtfest, der Einweihung oder auch der Verkehrsübergabe mit feierlichem Durchschneiden eines Bandes. Zu diesem Anlass werden Reden gehalten und es folgt manchmal ein Festakt, zum Beispiel in einem Festzelt. Die Presse wird zu dieser Gelegenheit eingeladen. Ein Schweizer Politiker sagte, dass seine Medienpräsenz um 30 bis 40 Prozent zugenommen habe, seit er als Baudirektor für Spatenstiche zuständig sei.
Der Spatenstich wird häufig bei öffentlichen Gebäuden, Verkehrswegen, großen Bauwerken oder Anlagen veranstaltet.
Mitunter wurde diese Veranstaltung für politische Zwecke instrumentalisiert, indem beispielsweise vor lokalen Wahlen Bauvorhaben begonnen wurden, obwohl absehbar war, dass es bis zum eigentlichen Baubeginn noch lange dauern würde. Als ein prominentes Beispiel dafür gilt der Spatenstich zur Waldschlößchenbrücke am 29. November 2000 (ein halbes Jahr vor der Dresdner Stadtratswahl, ungeachtet der zu diesem Zeitpunkt fehlgeschlagenen Planfeststellung) durch den damaligen Oberbürgermeister Herbert Wagner. Tatsächlich mit dem Bau begonnen wurde erst am 19. November 2007.

## Konkrete Ausführung
Früher benutzte man Spaten, Hacke und Schaufel zum Ausheben einer Baugrube und begann so tatsächlich mit einem Spatenstich. Heute hat der Spaten nur noch symbolische Bedeutung, da meist Bagger die Arbeit fortführen. Dementsprechend sind die bei der Zeremonie verwendeten Spaten seit dem 19. Jahrhundert oftmals mit einer anlassbezogenen Gravur versehen und werden anschließend museal aufbewahrt. Der wirkliche Beginn der Bauarbeiten ist oft früher, da mit vorbereitenden Arbeiten schon vorher angefangen wurde oder der Terminplan der geladenen Gäste zwingt, die Zeremonie zu verschieben. Je nach den unterschiedlichen technischen Mitteln, mit denen die als erste inszenierte Bauhandlung durchgeführt wird, gibt es mittlerweile auch „erste Rammschläge“, „erste Baggerbisse“ und Ähnliches. Auch zum Beginn eines Umbaus kann es eine symbolische Handlung geben, dabei wird z. B. der erste Stein aus einer Mauer entfernt. Bei Umbauten von Bahnanlagen wird häufig ein Gleisjoch abgetrennt und mit einem Kran ausgehoben.
Der Spatenstich entspricht dem Tunnelanschlag beim Tunnelbau sowie der Kiellegung beim Schiffbau; im Bergbau spricht man vom Rampenschlag.

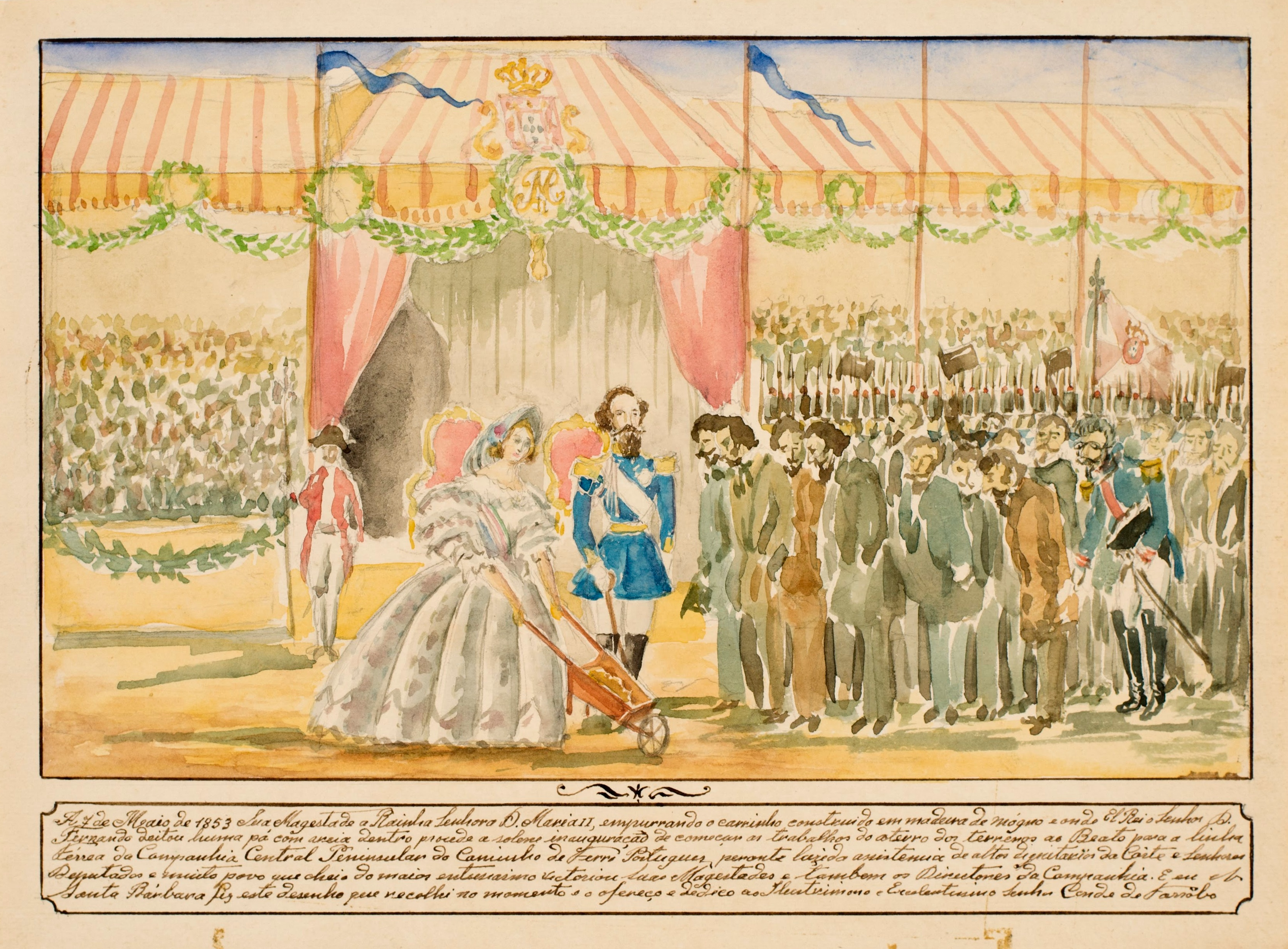
Königin Maria II. und König Ferdinand II. von Portugal beim „ersten Spatenstich“ anlässlich des Beginns der Arbeiten für die erste Eisenbahn in Portugal 1853

## Geschichte
Der erste dokumentierte Spatenstich habe im Jahr 113 v. Chr. im alten China stattgefunden. Ähnliche Traditionen tauchten später unter anderem in hinduistischen, buddhistischen, daoistischen, shintoistischen und Feng-Shui-Traditionen auf. Die Idee des Spatenstichs stamme aus dem Akt des physischen „Aufbrechens“ der Erde, um das Land vorzubereiten und eine heilige Ablagerung im Austausch für ein solides und dauerhaftes Fundament zu leisten, wodurch der Baustandort symbolisch geweiht werde.
Ein bildlich dokumentierter Spatenstich fand 1853 in Portugal statt. Portugals Königspaar markierte damit den Baubeginn für die erste Eisenbahnstrecke des Landes. Auf einer Darstellung sieht man die Königin mit einer Schubkarre und den König mit einem Spaten in der Hand.

## Fotogalerie
Fotos zeigen, dass Spatenstiche in vielen Ländern der Welt durchgeführt werden.

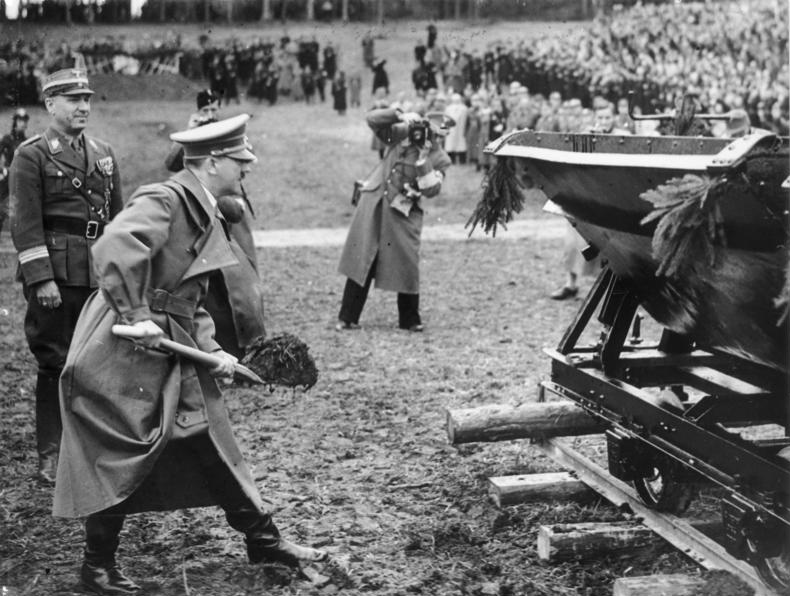
Adolf Hitler beim Ersten Spatenstich zur ersten Autobahn Österreichs am Walserberg bei Salzburg am 7. April 1938.
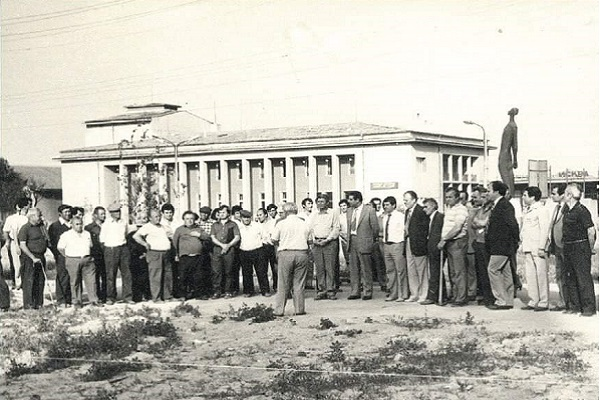
Beginn der Arbeiten für ein Kulturhaus im bulgarischen Rakovski am 22. Mai 1986
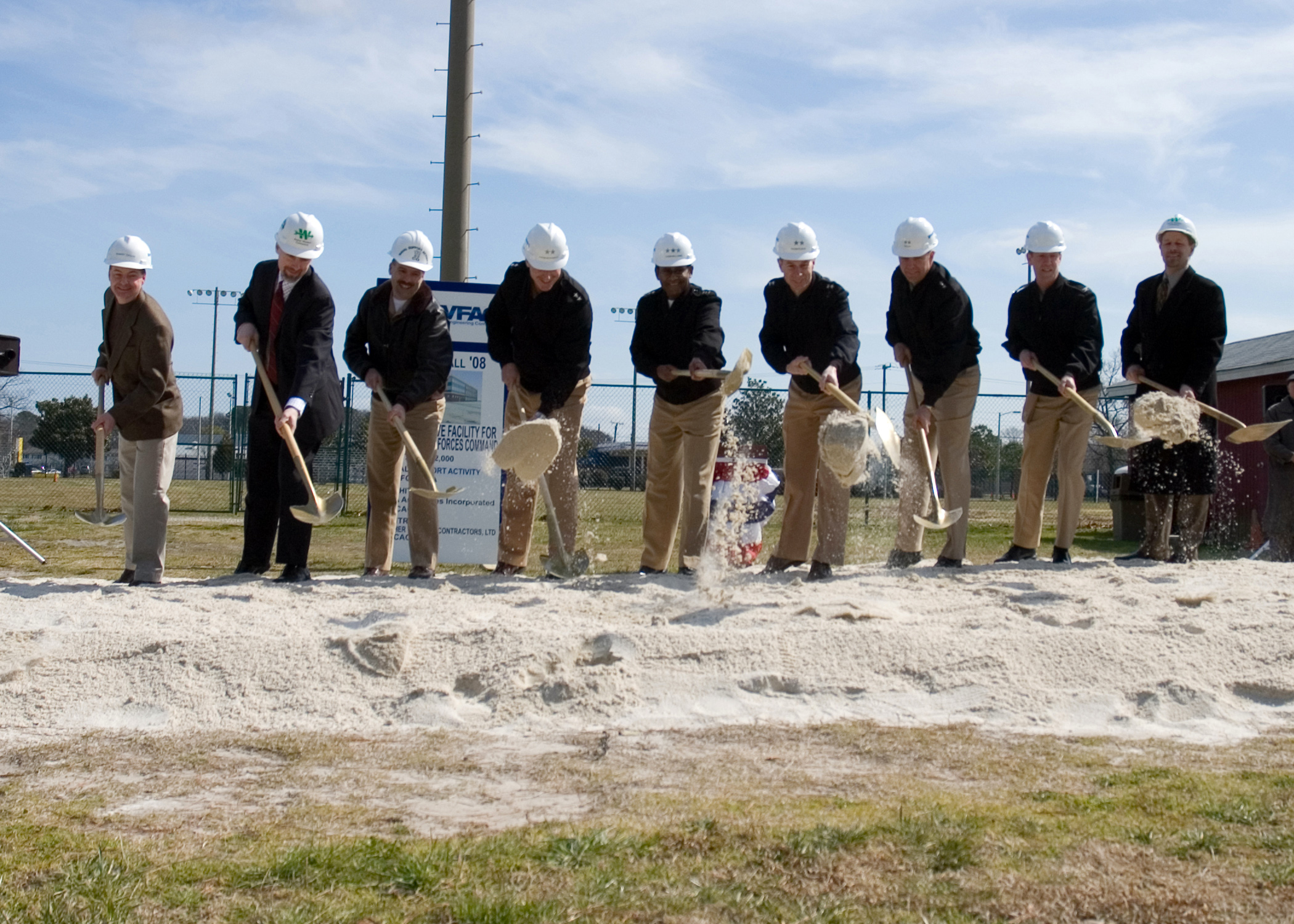
Von neun Personen synchron durchgeführter Spatenstich in einer Zeremonie für die neue Verwaltungseinrichtung des Navy Reserve Forces Command in Norfolk, im US-Bundesstaat Virginia am 9. März 2007
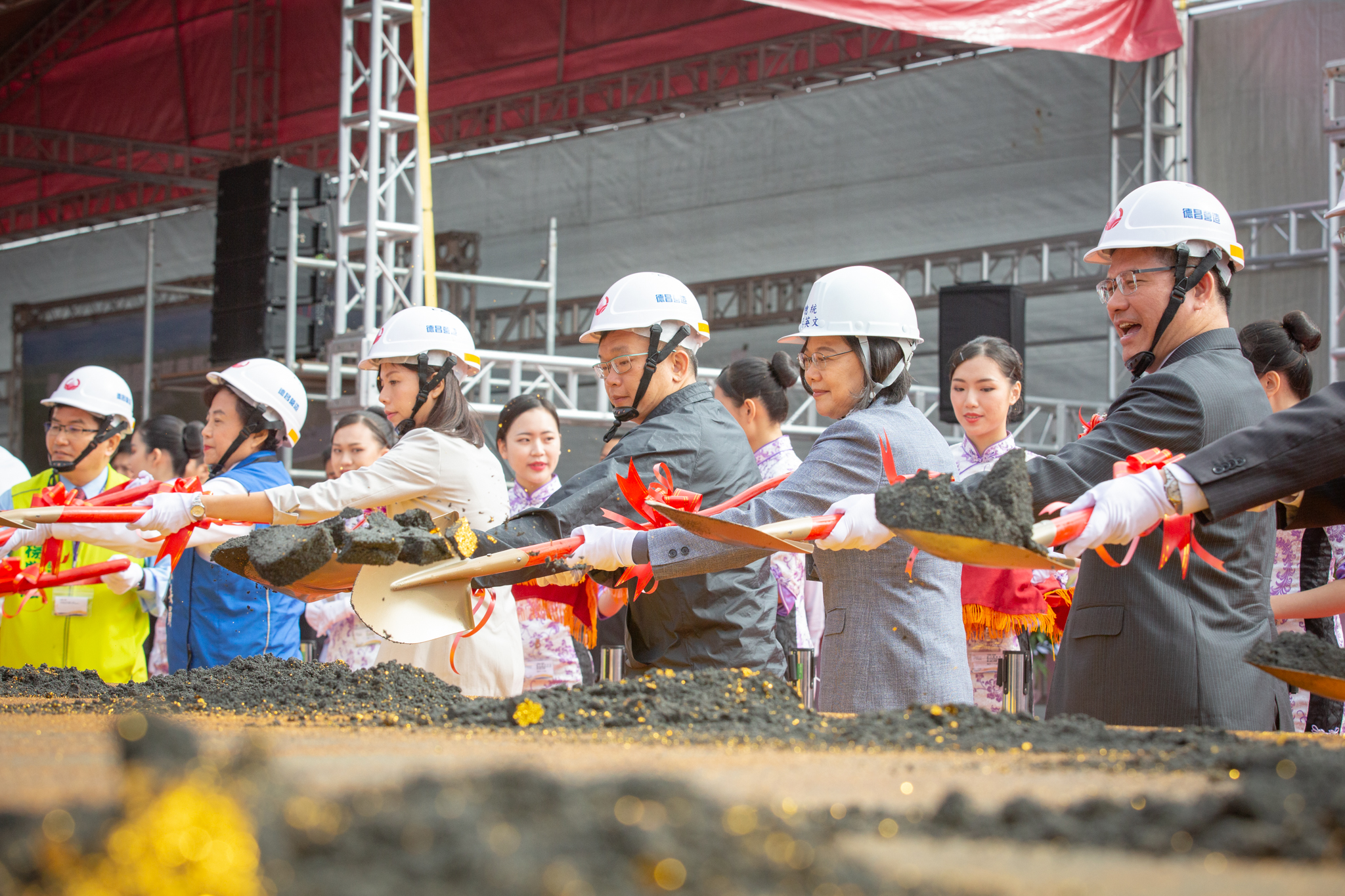
Spatenstich in Taiwan, beim Flughafen Taichung (2019)
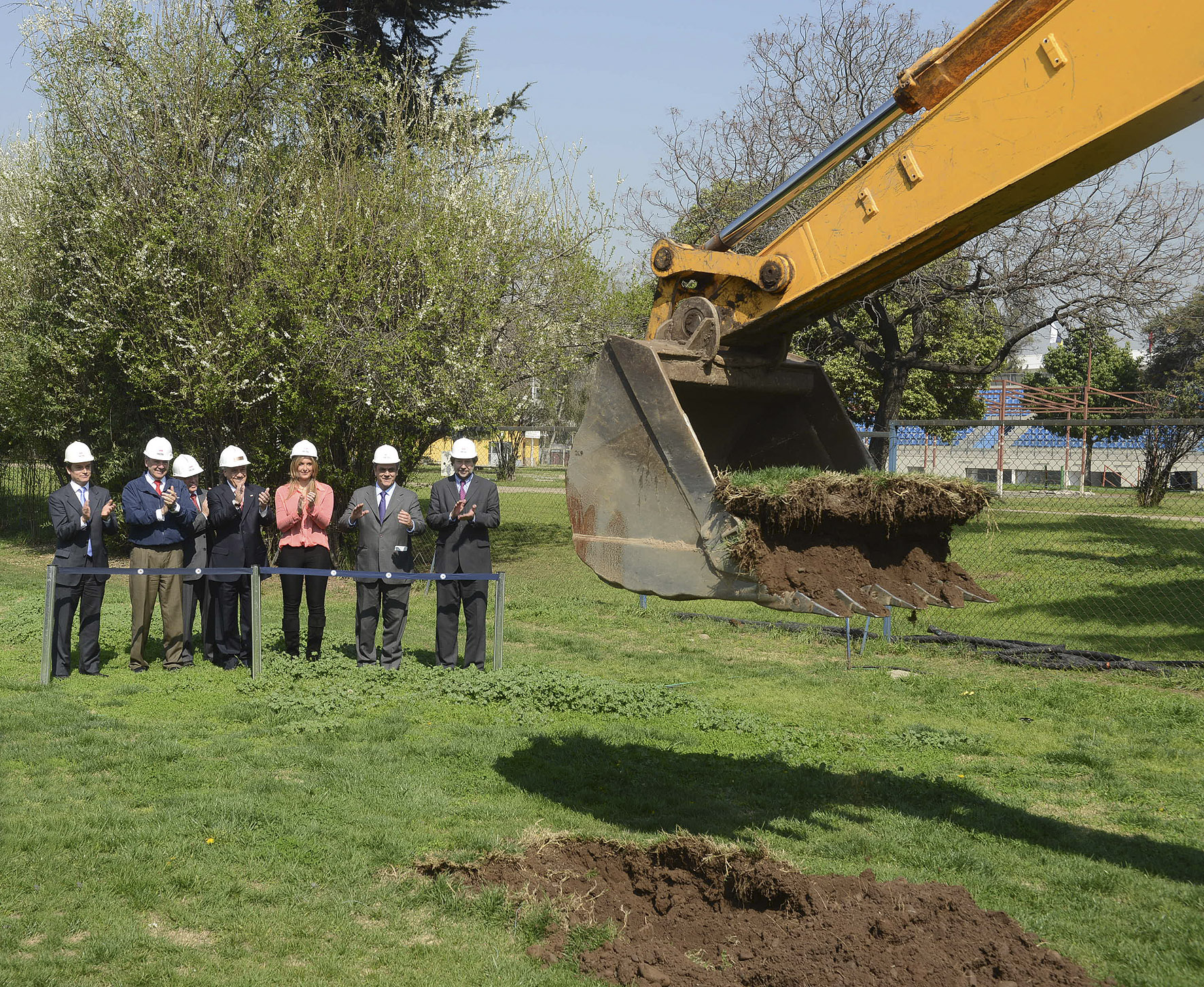
Baggerbiss anstatt Spatenstich beim Baubeginn der neuen Linie 6 der Metro de Santiago am 13. September 2012, an der Staatspräsident Sebastián Piñera (vierter von links) teilnahm.
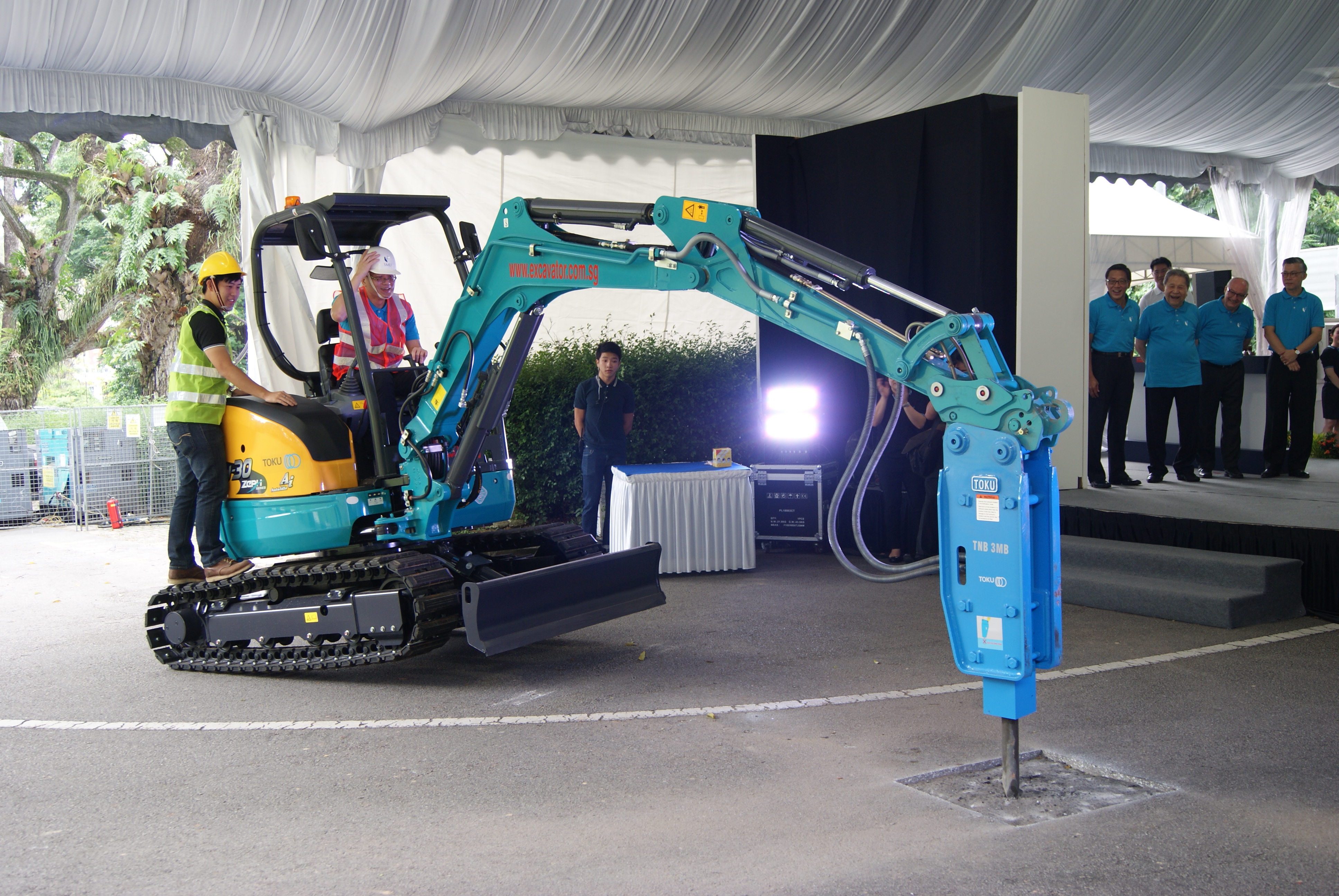
„Spatenstich“ mit schwerem Gerät bei der Singapur Management University (2014)